# At nære en slange ved sin barm
At nære en slange ved sin barm stammer fra Æsop og forekommer i fablen Bonden og slangen fra omkring 600 f. Kr.
Vendingen dækker over en fejl, der skyldes dum venlighed. I fablen har bonden taget en forkommen slange i varmen i huset. Slangen kommer sig og bider bonden.
| Sprog | Spire Denne artikel om sprog er en spire som bør udbygges. Du er velkommen til at hjælpe Wikipedia ved at udvide den. |